# Gy-l’Évêque
Gy-l’Évêque – miejscowość i gmina we Francji, w regionie Burgundia-Franche-Comté, w departamencie Yonne.
Według danych na rok 1990 gminę zamieszkiwały 443 osoby, a gęstość zaludnienia wynosiła 29 osób/km² (wśród 2044 gmin Burgundii Gy-l’Évêque plasuje się na 499. miejscu pod względem liczby ludności, natomiast pod względem powierzchni na miejscu 631.).